# اوتو کانتورک
اوتو کانتورک (آلمانی: Otto Kanturek؛ ‏ ۲۷ ژوئیهٔ ۱۸۹۷ – ۲۶ ژوئن ۱۹۴۱) فیلم‌بردار، کارگردان فیلم و تدوین‌گر اهل اتریش بود.
از فیلم‌هایی که وی در آن‌ها نقش داشته‌است، می‌توان به زن در ماه، سرزمین بی زن و پریمیر اشاره نمود.